# إيثان كاوتش

إيثان أنتوني كاوتش (بالإنجليزية: Ethan Couch)‏ (من مواليد 11 أبريل 1997) هو رجل أميركي قتل أربعة أشخاص وهو يقود تحت تأثير الشراب في 15 يونيو 2013، في بورليسون، تكساس. كان كاوتش مخمورا ويقود مسرعا برخصة مقيدة، ثم فقد السيطرة واصطدم بمجموعة من الناس يقفون بالقرب من سيارة معطلة، وصدم سيارة مركونة كانت قد توقفت لتقديم المساعدة. قتل كاوتش أربعة أشخاص في الحادث، وعانى اثنان من الركاب في شاحنة كاوتش من إصابات بدنية خطيرة وأصيب في هذا الحادث ما مجموعه تسعة أشخاص.

## المحاكمة
وجهت تهم كاوتش في أربعة اتهامات بالقتل غير العمد بسبب القيادة المتهورة تحت تأثير الكحول. في ديسمبر 2013، وحكمت القاضية جين هدسون بويد على كاوتش بعشر سنوات تحت المراقبة، وأمرت لاحقا بوضعه تحت العلاج في مصحة،  وذلك بعد أن تحجج محاميه أن كاوتش المراهق مصاب بحالة «أفلوينزا» ويحتاج إلى إعادة تأهيل بدلا من السجن. اعتبر العديدون أن حكم كاوتش كان متساهلا بشكل غير معقول، ووصفته صحيفة نيويورك تايمز بأنه «نقاش عاطفي وغاضب امتد إلى ما هو أبعد من ضواحي شمال تكساس».

## تداعيات أخرى
أصبحت كاوتش هدفا للمطاردة وأدرج في قاعدة بيانات الهاربين الوطنية في 11 ديسمبر 2015، وذلك بعد أن قدم ضابط المراقبة بلاغا بأنه لم يتمكن من الاتصال به. وفي يوم 28 ديسمبر 2015، اعتقلت السلطات كاوتش مع والدته في منتجع مدينة بويرتو فالارتا في ولاية خاليسكو المكسيكية. في 13 أبريل عام 2016، وحكم عليه بالسجن لمدة عامين.